# Obersiggenthal
Obersiggenthal (schweizerdeutsch: ˈɔbərsiɡəˌtɑːl) ist eine Einwohnergemeinde im Schweizer Kanton Aargau. Sie gehört zum Bezirk Baden, liegt nördlich des Bezirkshauptorts Baden an der Limmat und besteht aus den Ortsteilen Nussbaumen, Kirchdorf, Rieden, Tromsberg und Hertenstein.

## Geographie

Luftbild (1964)

Die Gemeinde liegt auf der östlichen Seite des Siggentals, einer Schotterterrasse am nördlichen Limmatufer, die sich gegen Nordwesten hin ausweitet. Im Norden bildet der zum Tafeljura gehörende Siggenberg eine natürliche Grenze zum Surbtal, während die Limmat die Gemeinde von Baden trennt. Im Osten, noch in der Klus von Baden, liegt der Ortsteil Rieden, auf dem Steilhang darüber der Weiler Hertenstein (482 m ü. M.). Nussbaumen, das Zentrum der Gemeinde, liegt in der beginnenden Talausweitung. Am westlichsten ist Kirchdorf, etwa einen Kilometer vom Fluss entfernt. Am Hang oberhalb von Kirchdorf liegt der Weiler Tromsberg (490 m ü. M.). Während Rieden und Nussbaumen zusammengewachsen sind, besteht zwischen Nussbaumen und Kirchdorf noch eine Siedlungslücke.
Das Gemeindegebiet ist 836 Hektaren gross, davon sind 358 Hektaren Wald und 176 Hektaren überbaut. Die niedrigste Stelle befindet sich an der Limmat bei der Schiffmühle (340 m ü. M.), die höchste Stelle im Gebiet Ebne (618 m ü. M.). Nachbargemeinden sind Endingen und Lengnau im Norden, Freienwil im Nordosten, Ennetbaden im Osten, Baden im Südwesten, Untersiggenthal im Westen sowie Würenlingen im Nordwesten. Die gesamte Gemeindegrenze ist ca. sieben Kilometer lang.

## Geschichte
Bereits während der Jungsteinzeit vor rund 5000 Jahren siedelten Menschen nordwestlich von Kirchdorf. Ebenfalls in Kirchdorf entdeckten Archäologen ein keltisches Grab aus der Latènezeit und die Reste eines römischen Gutshofes. Der Gutshof umfasste mindestens zwei Ökonomiegebäude, die ab der zweiten Hälfte des 1. bis zum frühen 3. Jahrhundert benutzt wurden. Das Hauptgebäude kam bisher nicht zum Vorschein, wird aber im Bereich der Kirche vermutet.
1150 verkaufte das Kloster Elchingen bei Ulm seinen Grundbesitz im Siggenthal an das Kloster St. Blasien. Schirmherren des Klosters und Inhaber der Blutgerichtsbarkeit waren die Habsburger. Im Habsburger Urbar von 1303/08 ist der Ortsname Sikental zu finden. Er stammt vom althochdeutschen Sikkintale und bedeutet «Tal des Sikko». Im Jahr 1415 eroberten die Eidgenossen den Aargau. Siggenthal war nun Bestandteil des Siggenamts in der Grafschaft Baden, einer gemeinen Herrschaft. Nach längeren Streitigkeiten setzten Kirchdorf und Nussbaumen die Schaffung einer eigenen Gemeinde durch. Deshalb erfolgte 1695 die Trennung in Unter- und Obersiggenthal.
Im März 1798 nahmen die Franzosen die Schweiz ein und riefen die Helvetische Republik aus. Obersiggenthal war zunächst eine Gemeinde im kurzlebigen Kanton Baden, seit 1803 gehört sie zum Kanton Aargau. Erst 1850 gelang es den Dorfbewohnern, sich von der Zinspflicht des Klosters St. Blasien loszukaufen. 1854 entstand in Rieden die erste Fabrik, welche die Wasserkraft der Limmat nutzte. Nachdem 1892 in Baden das bedeutende Unternehmen BBC (heute ABB) gegründet worden war, stieg die Einwohnerzahl sprunghaft an. Im Jahr 1900 betrug sie noch 1504, hundert Jahre später das Fünffache.

## Sehenswürdigkeiten

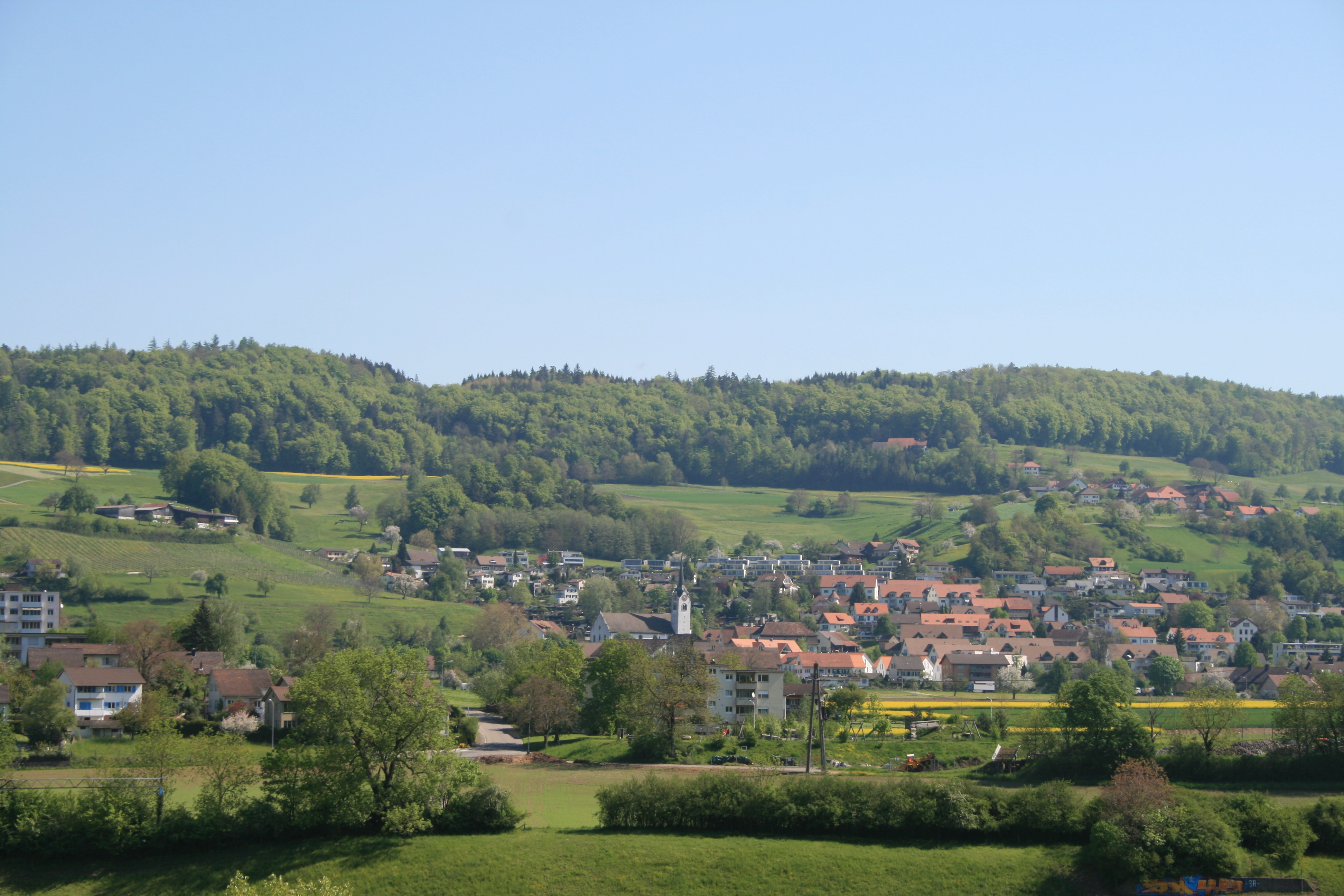
Kirchdorf

## Wappen
Die Blasonierung des Gemeindewappens lautet: «In Rot drei gekreuzte weisse Schlüssel, der mittlere mit Doppelbart.» Das Wappenmotiv ist erstmals 1872 auf dem Gemeindesiegel abgebildet. Es bezieht sich auf die Himmelsschlüssel des Schutzpatrons der Kirche von Kirchdorf, den Heiligen Petrus. Die Anzahl der Schlüssel ist ein Hinweis auf die Dörfer Kirchdorf, Nussbaumen und Rieden, aus denen die Gemeinde zusammengesetzt ist.

## Bevölkerung
Die Einwohnerzahlen entwickelten sich wie folgt:
| Jahr      | 1780 | 1850 | 1900 | 1930 | 1950 | 1960 | 1970 | 1980 | 1990 | 2000 | 2010 | 2020 |
| Einwohner | 631  | 1183 | 1504 | 2193 | 2856 | 4508 | 6623 | 7442 | 7335 | 7561 | 8191 | 8661 |

Am 31. Dezember 2023 lebten 8881 Menschen in Obersiggenthal, der Ausländeranteil betrug 32,6 %. Bei der Volkszählung 2015 bezeichneten sich 37,5 % als römisch-katholisch und 18,9 % als reformiert; 43,6 % waren konfessionslos oder gehörten anderen Glaubensrichtungen an. 80,7 % gaben bei der Volkszählung 2000 Deutsch als ihre Hauptsprache an, 4,8 % Serbokroatisch, 2,6 % Italienisch, 1,8 % Englisch, je 1,6 % Albanisch und Türkisch, 1,2 % Französisch, 0,9 % Spanisch sowie 0,7 % Portugiesisch.

## Politik und Recht

### Legislative
Anstelle einer in kleineren Gemeinden üblichen Gemeindeversammlung vertritt seit 1974 das von den Obersiggenthaler Stimmberechtigten gewählte Gemeindeparlament, der Einwohnerrat, die Anliegen der Bevölkerung. Er besteht aus 40 Mitgliedern, die für jeweils vier Jahre im Proporzwahlverfahren gewählt werden. Ihm obliegt das Genehmigen des Steuerfusses, des Voranschlages, der Jahresrechnung, des Geschäftsberichts und der Kredite. Ebenso erlässt er Reglemente, kontrolliert die Amtsführung der Exekutive und entscheidet über Einbürgerungen. Die Einwohnerräte können parlamentarische Vorstösse (Motion, Postulat, kleine Anfrage) einreichen.
Die rechts stehende Grafik zeigt die Zusammensetzung des Einwohnerrates nach der Wahl am 26. September 2021. Bei den sieben letzten Wahlen erzielten die Parteien folgende Sitzzahlen:
- SP: 9
- GLP: 4
- EVP: 2
- Mitte: 12
- FDP: 6
- SVP: 7

| Partei          | 1997 | 2001 | 2005 | 2009 | 2013 | 2017 | 2021 |
| --------------- | ---- | ---- | ---- | ---- | ---- | ---- | ---- |
| Die Mitte / CVP | 10   | 11   | 12   | 12   | 11   | 11   | 12   |
| SP              | 07   | 08   | 08   | 07   | 07   | 08   | 09   |
| SVP             | 09   | 11   | 10   | 11   | 10   | 09   | 07   |
| FDP             | 09   | 07   | 08   | 06   | 06   | 06   | 06   |
| glp             |      |      |      |      |      |      | 04   |
| EVP             | 02   | 02   | 02   | 02   | 02   | 02   | 02   |
| Grüne           |      |      |      | 02   | 03   | 03   |      |
| BDP             |      |      |      |      | 01   | 01   |      |
| SD              |      | 01   |      |      |      |      |      |
| Junge Liste     | 03   |      |      |      |      |      |      |

Auch auf der Ebene der Einwohnergemeinde finden sich verschiedene Elemente der direkten Demokratie. So stehen der Bevölkerung fakultative und obligatorische Referenden sowie die Volksinitiative zu.

### Exekutive
Ausführende Behörde ist der fünfköpfige Gemeinderat. Er wird vom Volk für jeweils vier Jahre im Majorzverfahren gewählt. Der Gemeinderat führt und repräsentiert die Einwohnergemeinde. Dazu vollzieht er die Beschlüsse des Einwohnerrates und die Aufgaben, die ihm vom Kanton zugeteilt wurden.

### Judikative
Für Rechtsstreitigkeiten ist in erster Instanz das Bezirksgericht Baden zuständig. Obersiggenthal gehört zum Friedensrichterkreis III (Baden).

## Wirtschaft
Obersiggenthal zählt gemäss der im Jahr 2015 erhobenen Statistik der Unternehmensstruktur (STATENT) rund 1950 Arbeitsplätze, davon 2 % in der Landwirtschaft, 22 % in der Industrie und 76 % im Dienstleistungsbereich. Obersiggenthal ist in erster Linie eine Wohngemeinde, die meisten Erwerbstätigen sind Wegpendler und arbeiten im benachbarten Baden. In Nussbaumen hat  die Liebherr-International AG ihren Sitz.

## Verkehr

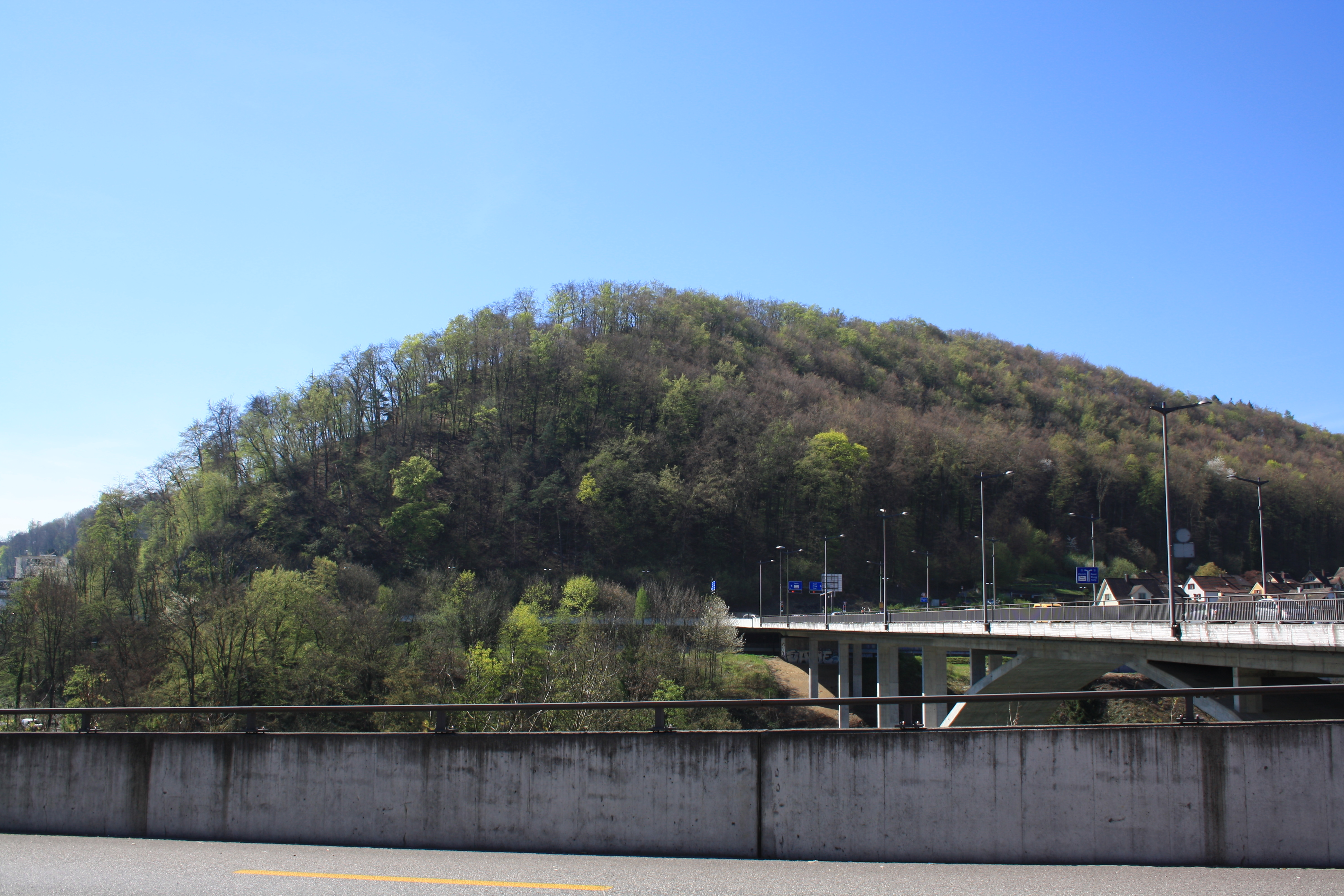
Limmatbrücke nach Baden

Durch Obersiggenthal führt die vielbefahrene Kantonsstrasse 295 von Baden durch das untere Limmattal nach Würenlingen. Seit September 2002 quert die Siggenthaler Brücke die Limmat und verbindet Nussbaumen direkt mit Baden; sie ist 247 Meter lang und besitzt eine Bogenspannweite von 115 Metern.
Die Gemeinde ist durch zwei Buslinien der Busgesellschaft RVBW an das Netz des öffentlichen Verkehrs angeschlossen. Linie 2, die in Spitzenzeiten alle 15 Minuten verkehrt, beginnt in Untersiggenthal und fährt über die Schiefe Brücke via Ennetbaden nach Baden, Wettingen und Spreitenbach. Linie 6 beginnt zu Stosszeiten ebenfalls in Untersiggenthal (zu Nebenzeiten in Obersiggenthal beim Landschreiber) und fährt nach Baden und Rütihof. An Wochenenden verkehrt ein Nachtbus von Baden über Obersiggenthal nach Würenlingen.

## Bildung
Es gibt je vier Kindergärten und Primarschulhäuser. Im Oberstufenschulzentrum Obersiggenthal (OSOS) werden die Realschule, die Sekundarschule und die Bezirksschule geführt. Die nächstgelegenen Gymnasien sind die Kantonsschule Baden und die Kantonsschule Wettingen.

## Persönlichkeiten
- Damian Buck (1871–1940), Benediktinerpater, Naturforscher und Pädagoge
- Hans Liebherr (1915–1993), Baumeister, Erfinder und Unternehmensgründer des Baumaschinenkonzerns Liebherr. Er war unter anderem Präsident des Verwaltungsrats der Liebherr-International AG in Nussbaumen. wo er auch lebte
- Walter Drack (1917–2000), Archäologe und Denkmalpfleger
- Anneliese Dorer-Merk (1928–2022), Bildhauerin
- Liliane Juchli (1933–2020), Ordensschwester
- Christian Keller (* 1968), Einwohnerrat, Gemeinderat, Grossrat (Grüne)
- Markus Bundi (* 1969), Schriftsteller